# Piła: Dziedzictwo
Piła: Dziedzictwo (ang. Jigsaw) – ósma część thrillerów z serii Piła, traktujący o mordercy posługującym się tytułowym pseudonimem. Film został wyreżyserowany przez Michaela i Petera Spierigów, a scenariusz napisali Josh Stolberg i Peter Goldfinger. Dozwolone od 18 roku życia.

## Opis fabuły
Około dziesięć lat po wydarzeniach z poprzednich części, na terenie miasta mają miejsce makabryczne morderstwa. Do złudzenia przypominają zgony, które były udziałem nieżyjącego Johna Kramera – „Piły”. Kryminalista Edgar Munsen, tuż przed śmiertelnym postrzałem, informuje policję o rozpoczęciu nowej gry Kramera. Śledztwo przejmują detektywi Halloran i Hunt.

## Obsada
Lista:
- Tobin Bell – John Kramer
- Matt Passmore – Logan Nelson
- Callum Keith Rennie – Halloran
- Clé Bennett – Keith Hunt
- Brittany Allen – Carly
- Laura Vandervoort – Anna
- Paul Braunstein – Ryan
- Mandela Van Peebles – Mitch
- Hannah Emily Anderson – Eleanor Bonneville
- Josiah Black – Edgar Munsen

## Produkcja
Piła 3D miała być ostatnią częścią sagi filmów. Pierwsze wzmianki o wznowieniu serii pojawiły się w 2014 roku, gdy scenarzyści Josh Stolberg i Peter Goldfinger przedstawili swoją wizję kontynuacji przedstawicielom studia Lionsgate Films. W lipcu 2016 roku bracia Spierig podjęli się wyreżyserowania filmu, a zdjęcia rozpoczęły się dwa miesiące później. Muzykę do filmu, podobnie jak w przypadku poprzednich części, skomponował Charlie Clouser. W lipcu 2017 roku Motion Picture Association of America ogłosiło, że oficjalny tytuł będzie brzmiał Jigsaw.

## Odbiór
Światowa premiera Piły: Dziedzictwa odbyła się 27 października 2017 roku. W weekend po premierze film zarobił około 16,5 milionów dolarów i był najchętniej oglądanym filmem w kinach. Do lutego 2018 roku ogólnoświatowy dochód ze sprzedaży biletów przekroczył 100 milionów dolarów przy dziesięciokrotnie mniejszym budżecie produkcji. Serwis Metacritic przyznał filmowi notę 39/100, Rotten Tomatoes – 4,7/10, natomiast IGN – 4,5/10.